# Hugh McCulloch
Hugh McCulloch (ur. 9 marca 1869 w Fort Wayne w stanie Indiana, zm. 27 marca 1902 we Florencji) – poeta amerykański. 
Był wnukiem Hugh McCullocha sekretarza skarbu za kadencji między innymi Abrahama Lincolna. W 1891 uzyskał bakalaureat na Harvard College. na jesieni 1894 wraz ze Stephenem Hillsem Parkerem wyjechał do Włoch. Zmarł na tyfus we Florencji w wieku 33 lat. Wydał tomiki The Quest of Heracles and Other Poems (1893) i Written in Florence: The Last Verses of Hugh McCulloch (1902). Należał do grupy poetów harvardzkich, jak George Cabot Lodge, Trumbull Stickney, Thomas Parker Sanborn i Philip Henry Savage.